# Petrophile foremanii
Petrophile foremanii är en tvåhjärtbladig växtart som beskrevs av Rye & Hislop. Petrophile foremanii ingår i släktet Petrophile och familjen Proteaceae. Inga underarter finns listade i Catalogue of Life.